# San Bartolomé Tlaltelulco
San Bartolomé Tlaltelulco är en ort i kommunen Metepec i delstaten Mexiko i Mexiko. Samhället hade 12 783 invånare vid folkräkningen år 2020, och var kommunens sjätte största ort sett till befolkningsantal.